# Meenoplus charon
Meenoplus charon är en insektsart som beskrevs av Hoch och Asche 1993. Meenoplus charon ingår i släktet Meenoplus och familjen Meenoplidae.
Artens utbredningsområde är Spanien. Inga underarter finns listade i Catalogue of Life.